# Billy Wolfe
William Harrison "Billy" Wolfe (ur. 4 lipca 1896 w Wheaton, zm. 7 marca 1963 w Warrenton) – promotor kobiecego wrestlingu i wrestler, znany głównie z wytrenowania i wypromowania takich wrestlerek, jak Mildred Burke, June Byers i Cora Combs. 

## Życiorys
Urodził się 4 lipca 1896 w Wheaton w stanie Missouri jako William Harrison Wolfe. Wychowywał się na farmie przy Jamesport ze starszym bratem i dwiema młodszymi siostrami. Gdy był młody, często przeprowadzał się z całą rodziną. Mieszkał między innymi w Phillipsburg w stanie Kansas. Jego ojciec pracował jako wiejski listonosz.
W czasie I wojny światowej Billy Wolfe i jego bracia zostali wcieleni do Armii Stanów Zjednoczonych. Jak sam twierdził, wtedy zainteresował się zapasami, wygrał zawody mistrzowskie organizowane przez obóz w Kentucky, w którym stacjonował, a także został instruktorem zapasów w YMCA. Zaczął zawodowo uprawiać wrestling. Zyskał lokalną sławę jako skuteczny heel, którego publiczność kochała nienawidzić. Jednym z jego charakterystycznych ruchów było lizanie dłoni i następnie uderzanie nią klatki piersiowej przeciwnika. Nazywał ten cios cupped chest lick. Był aktywny głównie w latach 20. i 30. XX wieku
W 1923 gazety opisywały go jako mistrza wagi średniej Missouri. 19 maja 1932 przegrał walkę typu Two-out-of-three falls match z wynikiem 1 do 2 o mistrzostwo World Light Heavyweight Championship na arenie Memorial Hall w Kansas City przeciwko prominentnemu wrestlerowi Charlesowi "Midget" Fischerowi. Potem zaczął podróżować wraz z trupą, aby rzucać wyzwania gromadzącym się widowniom z całego kraju.
Od lat 30. do 60. XX wieku był promotorem wrestlingu i zajmował się trenowaniem wrestlerek. Jego uczennicami były między innymi Mildred Burke, June Byers, Karen Kellogg, Cora Combs i Penny Banner.
Kilka bloków od posiadanej przez niego siłowni znajdowała się restauracja Mom's Café, w której Wolfe poznał kelnerkę Mildred Bliss. Kelnerka opowiedziała Wolfe'owi o swoim marzeniu, aby zostać wrestlerką. Wolfe odwiedzał restaurację częściej, aż między nim, a kelnerką rozpoczął się romans. 4 sierpnia 1934 urodził się ich syn, Joseph. Po rehabilitacji, Bliss poprosiła kochanka o pozwolenie na sprawdzenie swoich umiejętności w jego siłowni. Wolfe wyraził zgodę. Później opowiedział magazynowi National Police Gazette historię, według której miał zatrudnić młodego mężczyznę, do pokonia Bliss w ringu i zniechęcenia jej w ten sposób do zapasów. Bliss jednakże pokonała mężczyznę w krótkim czasie, mimo jego wysiłku, i tym samym zrobiła na Wolfe'ie wrażenie. Wolfe porzucił swoją dotychczasową kochankę i od tej pory zabierał Bliss jako nową atrakcję swoich pokazów. Zagroził przy tym Bliss, że jeśli będzie chciała go opuścić, to on złoży na nią donos, powołując się na ustawę Mann Act (o prostytucji, rozpuście i innym niemoralnym zachowaniom). Część walk była ustawiona, jednak Billy Wolfe deklarował, że Burke pokonała ponad 150 osób i nie przegrała ani razu. Po zakończeniu lata zaczął organizować walki Burke na arenach i zdobywać ochotników do walk z nią za pośrednictwem ogłoszeń w gazetach.Przełom nastąpił, kiedy Wolfe'owi udało się przekonać promotora z Alabamy, Chrisa Jordana, do zorganizowania walki Burke przeciwko Clarze Mortensen. Choć Mortensen wygrała pierwsze starcie, wkrótce 28 stycznia 1937 w Chattanooga w Tennessee Burke pokonała ją i odebrała tytuł Women's World Championship przed publicznością liczącą 6157 osób.
Po tych wydarzeniach Wolfe otworzył szkołę wrestlingu dla kobiet w Columbus w stanie Ohio i został specjalistą od P.R. Mildred Burke do czasu ich rozwodu.
Zmarł 7 marca 1963 w szpitalu w Warrenton w stanie Wirginia.

## Życie prywatne
W wieku 25 lat poślubił dziewiętnastoletnią Margaret "Mickie" Johnson. Rok później urodził im się syn, George William, a kolejne trzy lata później córka Violet. Odszedł od swojej żony, aby rozpocząć związek z wrestlerką Barbarą Ware. Następnie rozstał się z Ware i rozpoczął związek z kelnerką z Kansas, Mildred Bliss, którą później uczynił gwiazdą wrestlingu, znaną lepiej pod pseudonimem ringowym jako Mildred Burke. 4 sierpnia 1934 Burke urodziła jego syna, Josepha. Jak sama Bliss deklarowała, ich związek opierał się głównie na obustronnej korzyści finansowej i był przepełniony zdradami i przemocą domową. Wolfe miał też bić ich dziecko jeszcze w wieku niemowlęcym. Pobrali się 24 sierpnia 1936 w Abilene w stanie Teksas. Wolfe miał później romans z inną wrestlerką, którą przyjął do swojej trupy, Mae Weston. Jego małżeństwo z Burke zakończyło się rozwodem. Jego kolejnymi żonami były wrestlerki: Nell Stewart, LeeChona LaClaire i Lola Laray.